# Melayu (Asakota)
Melayu is een bestuurslaag in het regentschap Bima van de provincie West-Nusa Tenggara, Indonesië. Melayu telt 6135 inwoners (volkstelling 2010).